# Буш, Вильгельм
Генрих Христиан Вильгельм Буш (нем. Heinrich Christian Wilhelm Busch; 15 апреля 1832, Видензаль — 9 января 1908, Мехтхаузен, ныне в составе Зезена) — немецкий поэт-юморист и рисовальщик, представитель Дюссельдорфской художественной школы. Родился в семье лавочника. Обучался в Дюссельдорфе, а также в Антверпене и Мюнхене. Был членом мюнхенского объединения художников Аллотрия.
За свои популярные сатирические стихи в картинках считается одним из основоположников комиксов. Автор популярных книг для детей «Макс и Мориц» и «Плих и Плюх», известных в России по переводам соответственно Константина Льдова и Даниила Хармса.
Юмор весёлых картинок Буша вряд ли показался бы остроумным современному зрителю: в абсолютном большинстве его юмористических рисунков соль шутки заключается лишь в неприятном положении, в котором в финале оказался герой «комикса»: скрипачу изломали скрипку и разбили лицо; хулиганистых детей раздавило бочкой; бродяге проломили голову столярным инструментом; на гуляющего франта упал жёрнов; рабочего размололо шестернями, и т.п.

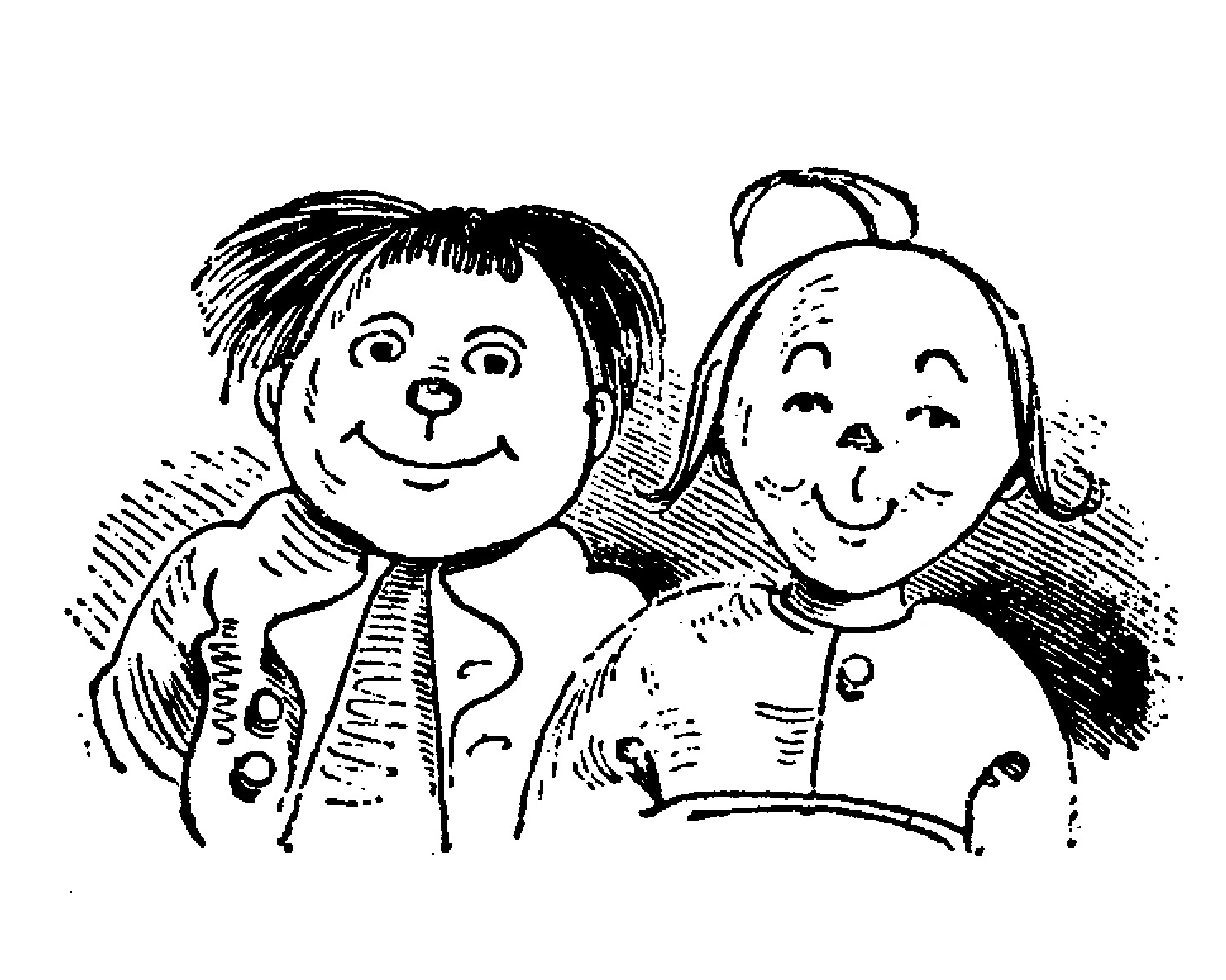
Макс и Мориц. Иллюстрация Вильгельма Буша

Известный хореограф Джордж Баланчин так вспоминал о книгах своего дореволюционного детства:

И конечно, незабываемые «Макс и Мориц» Вильгельма Буша! Они, помню, в булочную залезли, вообще были страшные разбойники. Мне очень нравился Буш, которого, кстати, любил и Стравинский. Стравинский, хоть уже далеко не молодой, мог Буша декламировать наизусть большими кусками.— Страсти по Чайковскому. Разговоры с Джорджем Баланчиным.
Помимо иллюстраций к своим сочинениям, Буш является автором более тысячи картин (преимущественно небольшого формата), написанных маслом. При жизни автора они оставались малоизвестными, и были выставлены только после его смерти. Большинство из них исполнены в экспрессионистической манере.
Другие известные произведения:
- «Житие св. Антония Падуанского», 1870;
- «Набожная Елена», 1872;
- «Патер Филуций», 1873.

## Экранизации
- В 1984 году был снят кукольный мультфильм «Плюх и Плих» на основе перевода Хармса (по сценарию Юрия Коваля).